# 111 (álbum)
111 es el álbum debut del cantante argentino Milo J. Fue lanzado por Dale Play Records el 30 de noviembre de 2023. Cada canción cuenta con su video musical excepto «Domingo». Contiene colaboraciones con Yami Safdie, Yahritza y su Esencia, Peso Pluma y Nicki Nicole.

## Antecedentes y lanzamiento
El álbum debut fue anunciado a principios de noviembre antes de su participación en los Grammy Latinos junto a Bizarrap en su interpretación de su tema «Milo J: BZRP Music Sessions, Vol. 57». Fue lanzado el 30 de noviembre de 2023 a través del canal de YouTube de Milo J. El 11 de enero del 2024 Milo J suma una décima canción al álbum con «Dom1ngo» y cantando un live-set con cuatro canciones, «M.A.I», «Sincera te», «Deseo perder (interludio)» y «A1re».

## Lista de canciones
Tracklist de 111.

Todas las letras escritas por Camilo Joaquín Villarruel.
| N.º   | Título                                            | Duración |  |
| 1.    | «Tu manta»                                        | 3:08     |  |
| 2.    | «Carencias de cordura» (junto a Yami Safdie)      | 2:59     |  |
| 3.    | «M.A.I»                                           | 3:05     |  |
| 4.    | «Deseo perder» (interludio)                       | 1:28     |  |
| 5.    | «Sincera te»                                      | 4:03     |  |
| 6.    | «Te fui a seguir» (junto a Yahritza y su Esencia) | 2:34     |  |
| 7.    | «Dom1ngo»                                         | 3:09     |  |
| 8.    | «Una bala» (junto a Peso Pluma)                   | 3:04     |  |
| 9.    | «Alumbre» (junto a Nicki Nicole)                  | 4:17     |  |
| 10.   | «A1re»                                            | 2:41     |  |
| 30:28 |                                                   |          |  |